# Розівка (Кальміуський район)
Ро́зівка — село в Україні, у Бойківській громаді Кальміуського району Донецької області. Населення становить 324 осіб.

## Загальні відомості
Відстань до райцентру становить близько 21 км і проходить переважно автошляхом Т 0508. Землі села межують із територією с. Краснопілля Старобешівського району Донецької області.
Перебуває на території, яка тимчасово окупована російськими терористичними військами.

## Населення
За даними перепису 2001 року населення села становило 324 осіб, із них 64,51 % зазначили рідною мову українську та 33,64 % — російську.